# Мојано (Империја)
Мојано (итал. Moiano) је насеље у Италији у округу Империја, региону Лигурија.
Према процени из 2011. у насељу је живело 58 становника. Насеље се налази на надморској висини од 116 м.